# Odontocidium
Odontocidium, viết tắt là Odcdm. trong thương mại, là một chi lan lai của hai chi phong lan Odontoglossum và Oncidium (Odm. x Onc.). Nhiều loài phong lan trước đây được phân loài là Colmanara đã được phân loài lại là Odontocidium bởi Hội Phong lan Hoa Kỳ.

## Hình ảnh

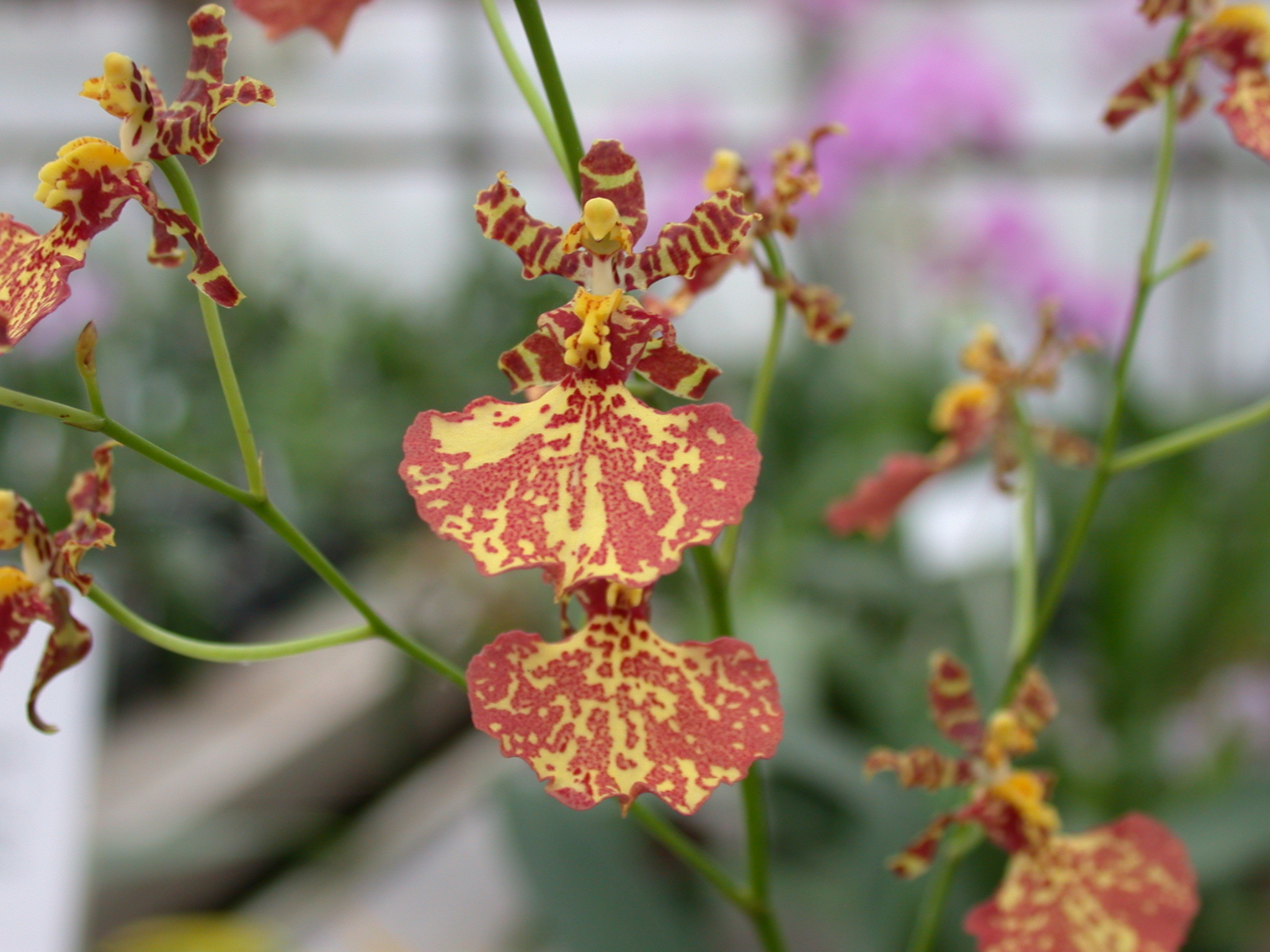
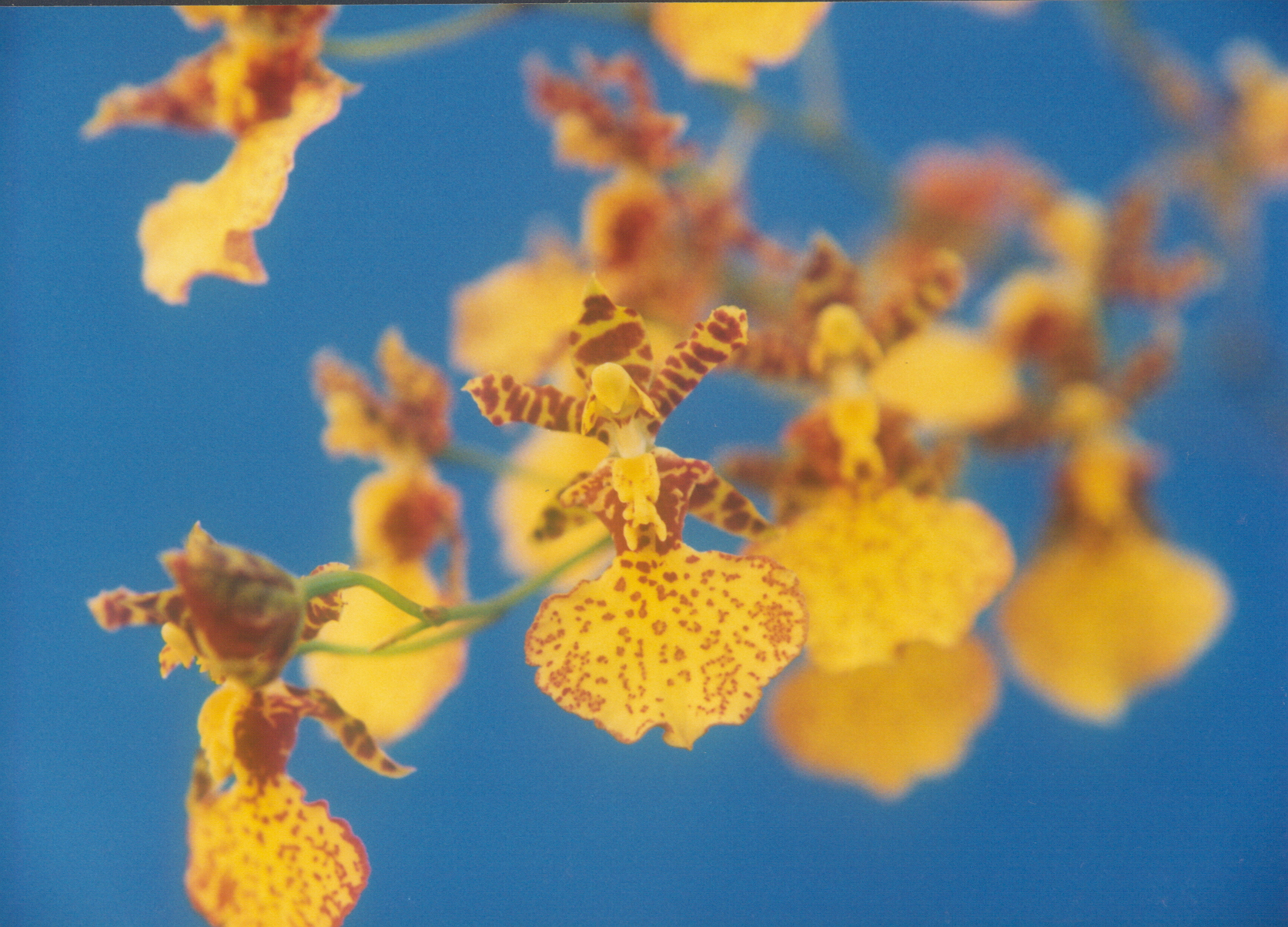
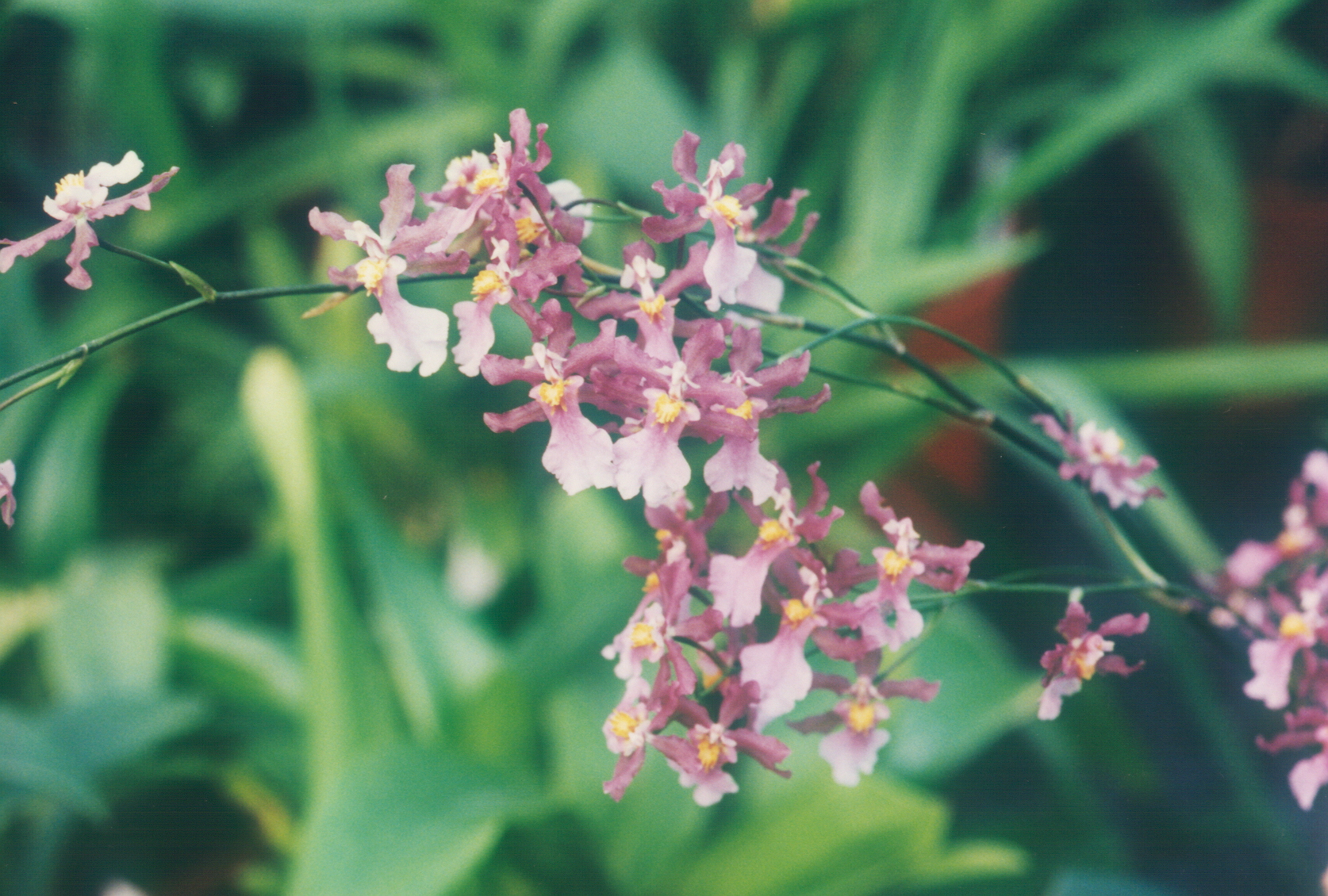
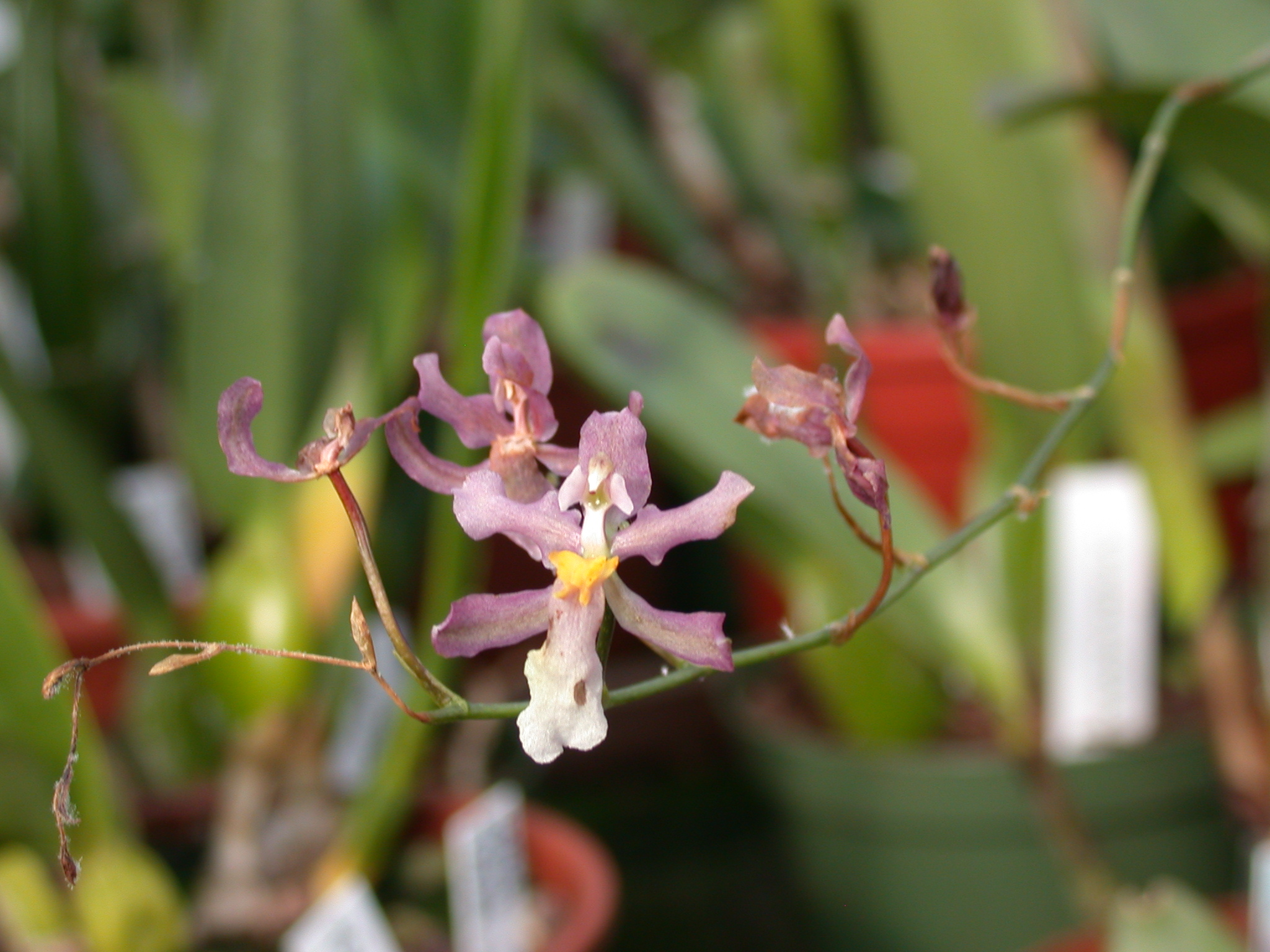